# Arianna Valcepina
Arianna Valcepina (* 9. Mai 1994 in Sondalo) ist eine italienische Shorttrackerin.

## Werdegang
Sie startete für den Verein Bormio Ghiaccio und trainierte dort unter dem Nationaltrainer Éric Bédard. Seit dem Jahr 2006 gehört sie zum italienischen Nachwuchsteam und startete bei kleineren internationalen Wettbewerben. In Taipeh nahm sie an der Juniorenweltmeisterschaft 2010 teil, wo sie mit der Staffel im Finale Vierte wurde. In der Saison 2010/11 debütierte Valcepina im Weltcup. Sie nahm an den beiden ersten Weltcups in Nordamerika teil, ihr bestes Resultat war eine Halbfinalteilnahme über 1500 Meter. Bei den Juniorenweltmeisterschaften in Courmayeur zog sie über 1000 Meter ins Halbfinale ein und gewann im Staffelwettbewerb die Goldmedaille. Sie nahm in Warschau an den Teamweltmeisterschaften teil. Mit ihren Teamkolleginnen gewann sie das B-Finale und wurde somit Fünfte. Erfolgreich verlief auch die Saison 2011/12. Im Weltcup konnte Valcepina in Einzelrennen nicht überzeugen, mit der Staffel jedoch gewann sie das Rennen in Nagoya und feierte ihren ersten Weltcupsieg. Bei den Europameisterschaften 2012 in Mladá Boleslav konnte sie mit der Staffel die Silbermedaille gewinnen. In der Saison 2014/15 errang sie beim Weltcup in Montreal und in Dresden jeweils den zweiten Platz mit der Staffel. Bei den Europameisterschaften 2015 in Dordrecht wurde sie Vierte mit der Staffel. Im März 2015 holte sie bei den Weltmeisterschaften in Moskau die Bronzemedaille mit der Staffel. In der folgenden Saison siegte sie beim Weltcup in Dresden und in Dordrecht jeweils mit der Staffel. Bei den Europameisterschaften 2016 in Sotschi gewann sie Bronze mit der Staffel. Ihre besten Platzierungen bei den Weltmeisterschaften 2016 in Seoul waren der 12. Platz über 500 Meter und der fünfte Rang mit der Staffel. Im folgenden Jahr holte sie bei den Europameisterschaften in Turin die Goldmedaille mit der Staffel.
Valcepinas ältere Schwester Martina ist ebenfalls eine international erfolgreiche Shorttrackerin.

## Weltcupsiege im Team
| Nr. | Datum            | Ort         |
| --- | ---------------- | ----------- |
| 1.  | 4. Dezember 2011 | Nagoya 1    |
| 2.  | 7. Februar 2016  | Dresden 2   |
| 3.  | 14. Februar 2016 | Dordrecht 3 |
| 4.  | 4. Februar 2023  | Dresden 4   |

## Persönliche Bestzeiten
- 500 m      43,908 s (aufgestellt am 15. Februar 2015 in Erzurum)
- 1000 m    1:32,054 min (aufgestellt am 7. Februar 2015 in Dresden)
- 1500 m    2:23,476 min (aufgestellt am 8. November 2014 in Salt Lake City)
- 3000 m    5:56,971 min (aufgestellt am 19. März 2011 in Warschau)